# Dán huszárság

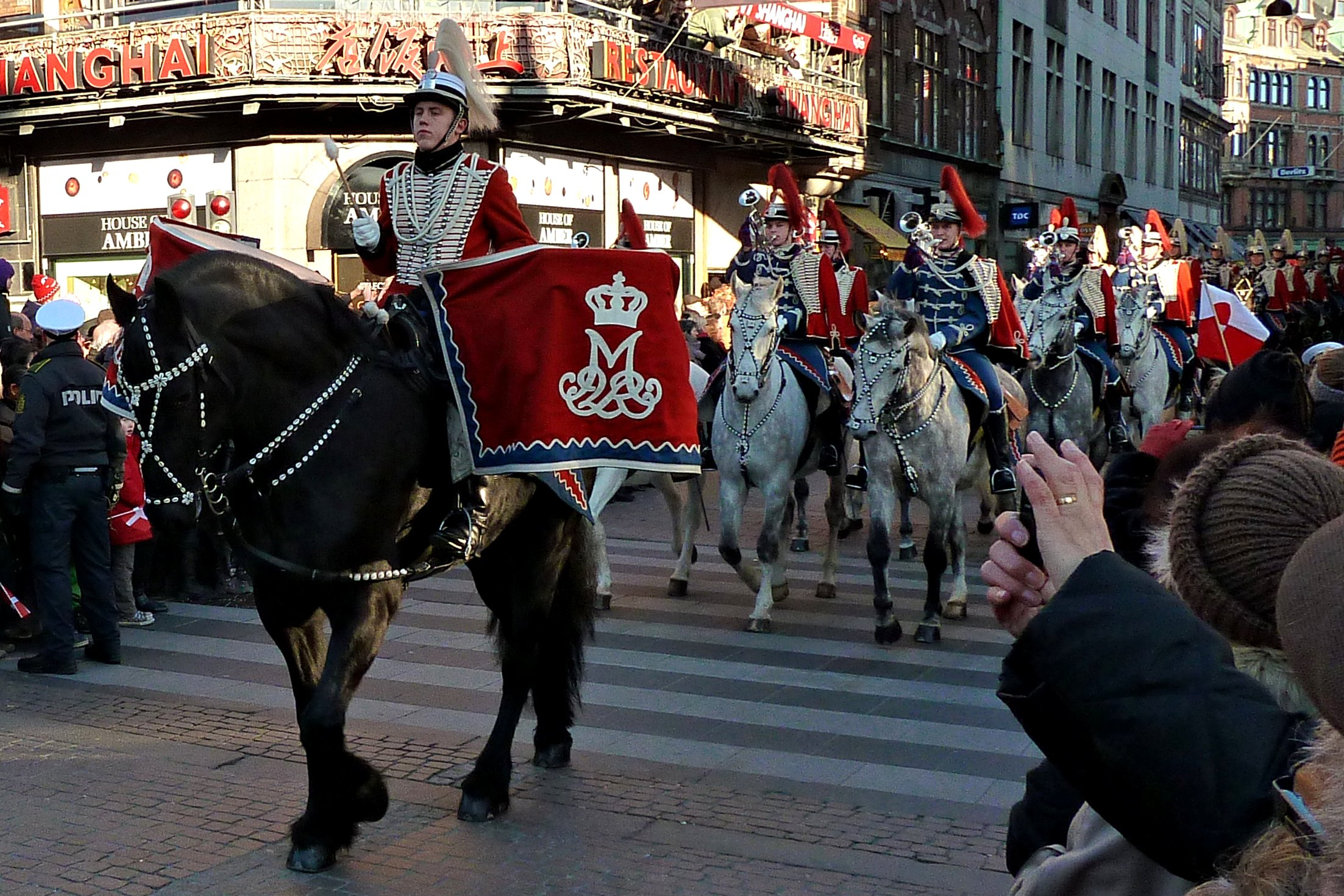
Dán huszárok katonai parádén

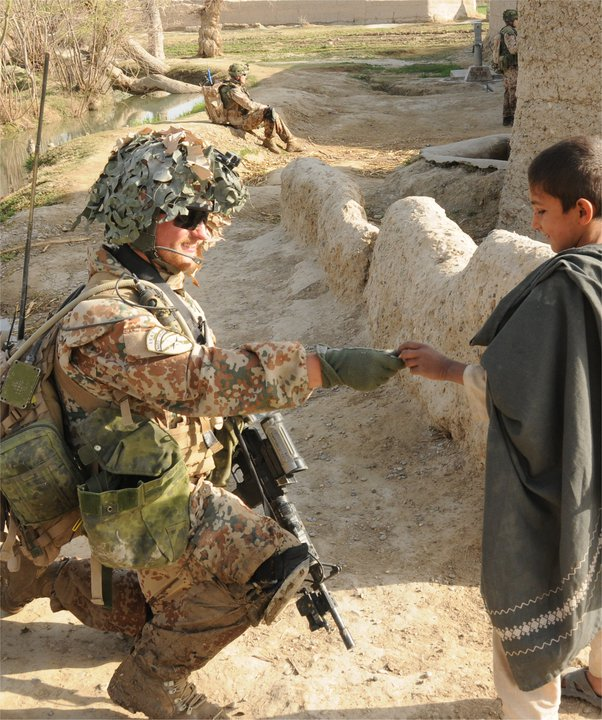
Egy mai dán huszár, ló nélkül feladatvégrehajtás közben

A dán huszárság (dánul:Gardehusarregimentet) egy speciálisan kiképzett katonai egység. A huszár fegyvernem a  skandináv országok közül nem csak a Svéd Királyságban, hanem Dániában is létezett és létezik a mai nap is.

## Története

### Megalakulása
A dán huszárság időben megközelítőleg a francia huszársággal egy időben alakult, tehát a 17. század második felében. Mint a legtöbb újonnan felállított huszárezrednél, az első tisztek itt is teljes egészében magyarok voltak. A dán huszárság létszám tekintetében igen kicsi volt, s csupán testőri feladatokat végeztek. A csapat mindössze három tisztből, egy őrmesterből, két káplánból, egy trombitásból és harminc huszárból állt. Dán királyi lovastestőrség magyar huszárcsapata 1737-ben alakult meg. 

### Öltözetük
Egy 1862-es előírás szerint a dán király testőrhuszárának fekete mentét, fehér sujtással zsinórozott karmazsin dolmányt kellett viselnie. A 18. századi viselet a dán huszároknál szinte változatlan maradt, kivéve, hogy az idők során a dolmányt világoskék atillára cserélték a lovasoknál.

### Huszárok ma
A kor előrehaladtával a lovassággal együtt a dán huszárság is háttérbe szorult. Bár a fegyvernem ma is létezik és ápolják a hagyományokat, de ma már a harctéren nem lovasalakulatként harcolnak.